# James Farrior
James Alfred Farrior (Petersburg, 6 de janeiro de 1975) é um ex-jogador de futebol americano que atuava como Linebacker e jogou quinze temporadas na National Football League (NFL). Ele jogou futebol americano universitário na Universidade da Virgínia. Ele jogou no New York Jets e no Pittsburgh Steelers, e ganhou dois anéis do Super Bowl com os Steelers (XL e XLIII).

## Primeiros anos
Farrior nasceu em Ettrick, Virgínia. Ele foi selecionado pela Parade High School All-America e nomeado o Jogador do Ano de Co-Ofensiva do Grupo AA da Virgínia em seu último ano na Matoaca High School em sua cidade natal. 
Ao todo, ele teve 78 tackles, 11 sacks, cinco chutes bloqueados , quatro fumbles forçados e duas interceptações, ele correu com a bola 105 vezes por 1.006 jardas (9,6 médios) e 22 touchdowns e teve 19 recepções para 340 jardas (17,9 avg.) e 4 touchdowns.

## Carreira universitária
Farrior jogou pelo time de futebol da Universidade de Virgínia. Durante sua carreira, ele teve 381 tackles, classificando-o em terceiro lugar na lista de todos os tempos da escola. Na temporada de 1996, Farrior conquistou a honra de primeiro-time da All-Atlantic Coast Conference em seu último ano, registrando 107 tackles, 13 tackles por derrota, 7 passes desviados e 6,5 sacks. Ele até jogou contra seu futuro treinador, Mike Tomlin, enquanto Tomlin era um Wide receiver de William & Mary.
Em 1995, em seu terceiro ano, ele conquistou o segundo lugar na All-ACC depois de liderar o time em tackles (122) e também teve 0,5 sacks, nove passes desviados e uma interceptação. Em 1994, ele terminou em segundo na equipe em tackles com 100, 1 sack, um punt bloqueado, 4 interceptações e 6 passes desviados. Em 1993, como um calouro ele teve 52 tackles, colocando-o em sétimo na equipe, ele ganhou o prêmio ACC Newcomer of the Week quando saiu do banco para registrar 18 tackles vs. Ohio.
Ele se formou em quatro anos com um diploma de bacharel em psicologia.

## Carreira profissional

### New York Jets
Farrior começou sua carreira profissional em 1997 como a 8ª escolha geral do New York Jets no Draft de 1997. Até 2001, Farrior jogava moderadamente como linebacker reserva, jogando em apenas 27 jogos de 1997 até 2000. 
Em 2001, Farrior foi titular e registrou 142 tackles, 106 dos quais foram solo, um sack e duas interceptações. 
Depois da temporada de 2001, os Jets permitiram que Farrior fosse um agente livre e sua carreira explodiu quando ele chegou ao Pittsburgh Steelers e foi colocado de volta em sua posição no colégio, Inside linebacker.

### Pittsburgh Steelers
Em seu primeiro ano com o Pittsburgh Steelers, Farrior registrou 82 tackles ao longo de 14 jogos. Em 2003, ele teve 141 tackles e uma interceptação. Durante a temporada de 2004, seu terceiro com a franquia, Farrior teve 94 tackles, três sacks e quatro interceptações. Ele também terminou em segundo atrás de Ed Reed para o prêmio de Jogador Defensivo do Ano da NFL. 
Durante a campanha de 2005 do Pittsburgh Steelers, Farrior falhou 2 jogos devido a lesão, mas teve um bom desempenho nos 14 jogos da temporada regular e 4 jogos de pós-temporada em que ele apareceu. Seu melhor desempenho na temporada regular veio em uma derrota na semana 3 para o New England Patriots, no qual ele teve 9 tackles e 1 sack. O melhor desempenho de Farrior na pós-temporada veio nos playoffs da AFC Divisional contra o Indianapolis Colts, onde Farrior teve 10 tackles e 2.5 sacks. Ele terminou a temporada com 119 tackles e um anel do Super Bowl. 
Em 2006, ele jogou em todos os 16 jogos e registrou 126 tackles, quatro sacks e uma interceptação. Farrior terminou a temporada de 2007 com 94 tackles, 6,5 sacks e uma interceptação. 
Entrando na temporada de 2008, Farrior afirmou que ele desejava continuar sendo um jogador dos Steelers pelo resto de sua carreira. Em agosto de 2008, Farrior assinou um contrato de US $ 18,25 milhões por cinco anos com os Steelers. O acordo incluiu um bônus de assinatura de US $ 5 milhões.
No final da temporada de 2010, Farrior e Steelers apareceram no Super Bowl XLV contra o Green Bay Packers. Ele foi titular no jogo e registrou dois tackles na derrota por 31-25. Ele foi dispensado em 2 de março de 2012.

### Estatísticas
| Ano    | Time | Jogos | Comb  | Total | Ast | Sacks | Fumbles | Int | Lng | TD |
| ------ | ---- | ----- | ----- | ----- | --- | ----- | ------- | --- | --- | -- |
| 1997   | NYJ  | 16    | 70    | 52    | 18  | 1.5   | 2       | 0   | 0   | 0  |
| 1998   | NYJ  | 12    | 28    | 17    | 11  | 0.0   | 0       | 0   | 0   | 0  |
| 1999   | NYJ  | 16    | 40    | 30    | 10  | 2.0   | 1       | 0   | 0   | 0  |
| 2000   | NYJ  | 16    | 55    | 45    | 10  | 1.0   | 1       | 1   | 0   | 0  |
| 2001   | NYJ  | 16    | 142   | 106   | 36  | 1.0   | 3       | 2   | 47  | 0  |
| 2002   | PIT  | 14    | 82    | 60    | 22  | 0.0   | 0       | 0   | 0   | 0  |
| 2003   | PIT  | 16    | 141   | 96    | 45  | 0.0   | 0       | 1   | 9   | 0  |
| 2004   | PIT  | 16    | 94    | 65    | 29  | 3.0   | 3       | 4   | 41  | 1  |
| 2005   | PIT  | 14    | 119   | 74    | 45  | 2.0   | 2       | 0   | 0   | 0  |
| 2006   | PIT  | 16    | 128   | 85    | 43  | 4.0   | 2       | 1   | 1   | 0  |
| 2007   | PIT  | 16    | 94    | 64    | 30  | 6.5   | 2       | 1   | 0   | 0  |
| 2008   | PIT  | 16    | 133   | 87    | 46  | 3.5   | 1       | 0   | 0   | 0  |
| 2009   | PIT  | 16    | 102   | 68    | 34  | 3.0   | 1       | 1   | 18  | 0  |
| 2010   | PIT  | 16    | 109   | 80    | 29  | 6.0   | 1       | 0   | 0   | 0  |
| 2011   | PIT  | 14    | 78    | 54    | 24  | 2.0   | 0       | 0   | 0   | 0  |
| Career |      | 230   | 1,415 | 983   | 432 | 35.5  | 19      | 11  | 47  | 1  |

Fonte:

### Introdução no Hall da Fama
Em 2016, Farrior foi introduzido no Hall of Fame da Virginia Sports em Portsmouth, Virginia.

## Vida pessoal
Ele é apelidado de "Potsie" por seus pais, Rebecca e James Farrior, por causa da popularidade da sit-com "Dias Felizes". Farrior também ganhou vários apelidos entre os fãs; sendo um deles "The Ultimate Farrior", um jogo de palavras em referência ao wrestler da WWF, The Ultimate Warrior. Ele é o irmão mais velho do ex-linebacker da NFL, Matt Farrior. Em julho de 2012, Farrior se casou. Ele e sua esposa, Iman, moram em Los Angeles, Califórnia.
James e seu irmão Matt Farrior foram reconhecidos por suas contribuições e ações de caridade e criaram sua própria fundação - The James Farrior Foundation. A fundação executa uma variedade de programas para ajudar os necessitados em todas as fases da vida. O programa Impact 51 fornece orientação para os alunos, o Farrior Scholarship Fund fornece assistência financeira a estudantes elegíveis e o programa Families in Crisis presta assistência de muitas formas às famílias necessitadas. Além de sua própria organização, James e Matt trabalham com a National Bone Marrow Registry. 
Por essas e outras contribuições para os menos afortunados, a Fundação Farrior recebeu a Chave da Cidade de Richmond, pelo prefeito de Richmond, Dwight C. Jones, em junho de 2009.